# Zala (gmina Cerknica)
Zala – wieś w Słowenii, w gminie Cerknica. W 2018 roku liczyła 11 mieszkańców.